# Déclaration du millénaire de l'Organisation des Nations unies

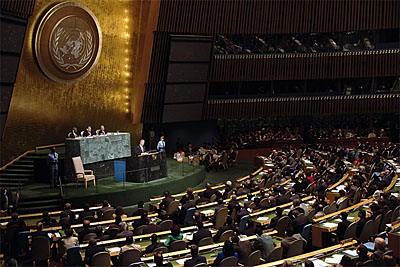
Assemblée générale des Nations unies

La déclaration du millénaire de l'organisation des Nations unies est une déclaration officielle de l'organisation des Nations unies de l'an 2000, signée le 8 septembre 2000 à New York. 
Elle affirme entre autres « Nous reconnaissons que, en plus des responsabilités propres que nous devons assumer à l’égard de nos sociétés respectives, nous sommes collectivement tenus de défendre, au niveau mondial, les principes de la dignité humaine, de l’égalité et de l’équité. ». Ainsi, elle défend l'égalisation. 
Cette déclaration est suivie par l'adoption de huit « Objectifs du millénaire pour le développement » (OMD) à atteindre en 2015 : réduire l'extrême pauvreté et la faim ; assurer l'éducation primaire pour tous ; promouvoir l'égalité des sexes et l'autonomisation des femmes ; réduire la mortalité infantile ; améliorer la santé maternelle ; combattre le VIH/sida, le paludisme et d'autres maladies ; préserver l'environnement ; mettre en place un partenariat mondial pour le développement.